# Tito Cittadini
Tito Cittadini Podesta (Buenos Aires, 1886-Mallorca, 12 de julio de 1960) fue un pintor argentino que realizó gran parte de su obra en las islas Baleares (España).

## Biografía
Nació en la ciudad argentina de Buenos Aires en 1886, hijo del periodista inmigrado italiano Basilio Cittadini, a los veinte años ya se encontraba decididamente dedicado a la pintura, iniciándose dentro de una figuración academicista  a la cual pronto abandonó atraído por las nuevas corrientes pictóricas de su época. En 1910 se encontraba ya en París estudiando junto a su compatriota Raúl Mazza en el taller de Anglada Camarasa a quien siguió, junto con otros argentinos (Aníbal Nocetti, Gregorio López Naguil, Francisco Bernareggi) hasta Mallorca en 1915. Un par de años antes Anglada Camarasa había fundado la Escuela de (Pintura de) Pollensa, Cittadini vino a ser el codirector de la misma (Cabe decir que demostró su desacuerdo con dicho término, introducido sobre todo por la prensa local de la época.)
En 1950 participó de un modo destacado en la Exposición Internacional de Pittsburgh, en ese mismo año fue uno de los fundadores del Grupo de Acuarelistas Baleares. Atrapado por los paisajes y escenas baleares, Cittadini desde esos años y hasta su deceso dedicó gran parte de su obra a representar personajes, paisajes y costumbres de tales islas con un personalísimo estilo que, aunque evidencia el influjo de Anglada Camarasa y del impresionismo, se distingue por la sutilidad de las figuraciones, el uso armonioso de las líneas rectas, el predominio de los colores claros y cálidos, la armonía compositiva en la cual existe cierto geometricismo desenvuelto en una delicada linealidad y el manejo de planos cromáticos; sus obras son casi siempre aparentemente sencillas, aunque tras la aparente simpleza se oculta un detallado estudio previo de perspectivas, planos, líneas de fugas y composición tonal que da por resultado obras que aportan una impresión de calma vitalidad. Para esto, por otra parte, recurre frecuentemente a usar como medio la acuarela. Gran parte de sus trabajos se encuentran en museos mallorquines como el Museu d'Art Espanyol de Palma de Mallorca, Museo Krekovic y Museo de Pollensa.
Juntamente con su obra pictórica, dejó también un importante legado escrito, como aforismos, pensamientos sobre pintura, colaboraciones periodísticas, etc.

## Algunas de sus obras
- Hombre haciendo una cesta
- Suburbios de Mallorca
- Mujeres cosiendo
- Benzi Toga
- Paco Jr. armando turbina parte 3